# Орнавассо
Орнавассо (італ. Ornavasso, п'єм. Ornavass) — муніципалітет в Італії, у регіоні П'ємонт,  провінція Вербано-Кузіо-Оссола.
Орнавассо розташоване на відстані близько 560 км на північний захід від Рима, 115 км на північний схід від Турина, 11 км на захід від Вербанії.
Населення — 3446 осіб (2014).
Щорічний фестиваль відбувається 6 грудня. Покровитель — святий Миколай.

## Демографія
Населення за роками:

Станом на 1 січня 2023 року в муніципалітеті офіційно проживало 117 іноземців з 32 країн, серед них 27 громадян країн Євросоюзу та 20 громадян України.

## Сусідні муніципалітети
- Анцола-д'Оссола
- Гравеллона-Точе
- Мергоццо
- Премозелло-Кьовенда